# Schefflera monosperma
Schefflera monosperma là một loài thực vật có hoa trong Họ Cuồng cuồng. Loài này được Maguire, Steyerm. & Frodin ex Frodin miêu tả khoa học đầu tiên năm 1993.